# 苏伊士地峡

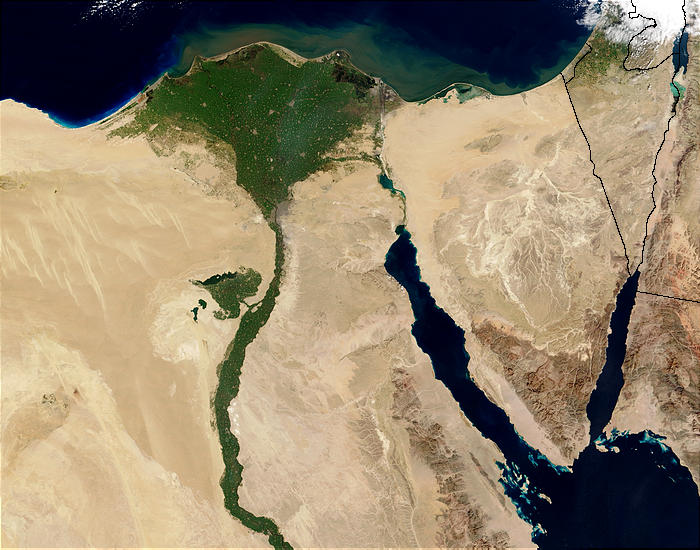
尼罗河与三角洲的卫星图像

30°29′30″N 32°42′30″E / 30.49167°N 32.70833°E
苏伊士地峡（英語：Isthmus of Suez）是一座宽125千米的陆桥，位于地中海和红海之间，苏伊士运河以东，是非洲大陆和亚洲大陆的分界线。其南面是苏伊士湾，将埃及大陆部分与西奈半島隔开。该地区大部分地势平坦，土地贫瘠，只有少许丘陵和岩石。当地气候炎热干燥，降雨量极少。
苏伊士地峡位于埃及境内。古埃及人在地峡上修建了一条运河，后来波斯人、托勒密人和罗马人对运河进行了扩建和改良。1869年，一条穿过地峡的新运河建成，即今天的苏伊士运河。该运河是世界上最繁忙的航线之一，也是埃及的主要收入来源。苏伊士运河允许船舶在地中海和印度洋之间航行，不必再绕行非洲，节省了时间和燃料。